# Кузнецька улоговина
Кузне́цька улого́вина — міжгірська улоговина між Кузнецьким Алатау на північному сході, Салаїрським кряжем на південному заході і масивами Гірської Шорії на півдні, у Кемеровській області Росії.
З півночі на південь довжина понад 300 км, а з заходу на схід від 80 до 120 км. Височіють у центральній частині Салтимаковський кряж 734 метри і Тарадановський увал 489 метра. Розвинута річкова мережа із басейну Обі, до якого належать річки Том та Іня. Знаходиться один з найбільших в Росії за запасами Кузнецький вугільний басейн. Клімат різко континентальний. Середня температура січня біля мінус 18 °С, з липня близько + 19 °С. Річна сума опадів від 350 до 550 мм.